# C/1988 C1 Maury-Phinney
C/1988 C1 Maury-Phinney è una cometa non periodica scoperta il 15 febbraio 1988 dagli astronomi Alain Maury, francese, e Jeffrey L. Phinney, statunitense e ufficialmente denominata il successivo dicembre.